# Phùng Quán
Phùng Quán (1932–1995) là một nhà thơ, nhà văn Việt Nam, được truy tặng Giải thưởng Nhà nước về Văn học Nghệ thuật vào năm 2007.

## Tiểu sử
Phùng Quán sinh tháng 1 năm 1932, tại xã Thủy Dương, huyện Hương Thủy, tỉnh Thừa Thiên, (nay là phường Thủy Dương, thị xã Hương Thủy,  tỉnh Thừa Thiên – Huế).
Năm 1945, Phùng Quán tham gia Vệ quốc quân, là chiến sĩ trinh sát Trung đoàn 101 (tiền thân là Trung đoàn Trần Cao Vân). Sau đó ông tham gia Thiếu sinh quân Liên khu IV, đoàn Văn công Liên khu IV.
Đầu năm 1954, ông làm việc tại Cơ quan sinh hoạt Văn nghệ quân đội thuộc Tổng cục Chính trị Quân đội Nhân dân Việt Nam (tiền thân của Tạp chí Văn nghệ Quân đội).
Ông là hội viên sáng lập Hội Nhà văn Việt Nam từ năm 1957.
Ông mất ngày 22 tháng 1 năm 1995 tại Hà Nội. Năm 2010, sau khi vợ ông mất, thể theo nguyện vọng của ông lúc sinh thời, gia đình và bạn bè đã đưa hài cốt ông bà về an táng tại quê nhà: phường Thủy Dương, thị xã Hương Thủy, tỉnh Thừa Thiên Huế.

## Sự nghiệp
Ông bắt đầu viết trong khoảng thời gian của cuộc chiến tranh Đông Dương và khẳng định được văn tài với Vượt Côn Đảo nhưng ông được biết đến nhiều hơn sau Đổi mới.
Tác phẩm đầu tay Vượt Côn Đảo của ông được giải thưởng của Hội Văn nghệ Việt Nam năm 1955. Sau đó ông đi lao động thực tế ở nhiều nơi và chuyển sang làm công tác văn hóa. Năm 1988, cuốn tiểu thuyết Tuổi thơ dữ dội của Phùng Quán được xuất bản và nhận Giải thưởng Văn học Thiếu nhi của Hội Nhà văn Việt Nam hai năm sau đó. Ngoài văn xuôi, Phùng Quán còn sáng tác thơ và có nhiều bài thơ nổi tiếng như: Hoa sen, Hôn, Đêm Nghi Tàm đọc Đỗ Phủ cho vợ nghe.
Tác phẩm đầu tay Vượt Côn Đảo của ông được giải thưởng của Hội Văn nghệ Việt Nam năm 1955. Về quá trình viết tác phẩm này, trong di cảo hồi ký "Tôi đã trở thành nhà văn như thế nào" do Nhà xuất bản Văn Nghệ Thành phố Hồ Chí Minh xuất bản năm 2007, ông kể nhiều chi tiết rất thú vị về sự ngẫu nhiên và tình cờ đưa ông từ một người lính trở thành một nhà văn và những biến cố phải gánh chịu nhưng với giọng kể rất hóm hỉnh, không một chút trách móc hay thù hận. Không lâu sau đó, Phùng Quán tham gia phong trào Nhân Văn - Giai Phẩm bằng hai bài thơ "Lời mẹ dặn" và "Chống tham ô lãng phí" (1957). Khi phong trào này chấm dứt dưới tác động của nhà nước Việt Nam Dân chủ Cộng hòa, Phùng Quán bị kỷ luật. Sau đó ông rời quân đội, rồi mất tư cách hội viên Hội Nhà văn Việt Nam. Ông đi lao động thực tế ở nhiều nơi. Từ đó đến khi được nhìn nhận lại vào thời kỳ Đổi Mới, Phùng Quán hầu như không có một tác phẩm nào được xuất bản, ông phải tìm cách xuất bản một số tác phẩm của mình dưới bút danh khác, lúc rảnh rỗi ông còn đi câu cá ở Hồ Tây để kiếm thêm. Vì thế, bạn bè văn nghệ thường gói gọn cuộc đời ông thời kỳ này bằng sáu chữ: "cá trộm, rượu chịu, văn chui".
Năm 2007, ông được Nhà nước Việt Nam truy tặng Giải thưởng Nhà nước về Văn học nghệ thuật với các tác phẩm: Vượt Côn Đảo (tiểu thuyết), Tuổi thơ dữ dội (tiểu thuyết), Tiếng hát trên địa ngục Côn Đảo (trường ca).

## Tác phẩm chính
- Vượt Côn Đảo (Tiểu thuyết, Giải thưởng của Hội Văn nghệ Việt Nam năm 1955, Nhà xuất bản Quân dội Nhân dân 1955, Nhà xuất bản Văn học thiếu nhi Liên Xô năm 1966, Nhà xuất bản Thuận Hóa tái bản lần thứ 5 năm 1987).
- Tôi muốn mời đến Tổ quốc tôi. (Thơ, Nhà xuất bản Kim Đức; 1955. Nhà xuất bản Quân đội Nhân dân, 1955; Báo Phụ nữ Liên Xô dịch và in, 1957).
- Tiếng hát trên địa ngục Côn Đảo (trường ca, Giải nhất kỳ thi văn nghệ hưởng ứng đại hội liên hoan Vác-xô-vi ở Việt Nam năm 1955, Nhà xuất bản Kim Đức 1955, Nhà xuất bản Phụ nữ, 1957).
- Trên bờ Hiền Lương (Bút ký, Nhà xuất bản Văn nghệ, 1955; Nhà xuất bản Thượng Hải (Trung Quốc) dịch và in năm, 1956).
- Vĩnh Linh, lịch sử văn hóa (bút danh Nguyễn Huy, Nhà xuất bản Văn hóa, năm 1982).
- Thơ Phùng Quán, (Nhà xuất bản Hội Nhà văn, Hà Nội, 1995).
- Trăng hoàng cung, (Tiểu thuyết thơ, Nhà xuất bản Thanh Văn, USA 1993. Năm 2007, Nhà xuất bản Văn Nghệ Thành phố Hồ Chí Minh tái bản với tên Trăng hoàng cung & Phùng Quán viết Trăng hoàng cung (tiểu thuyết tình 13 chương của Phùng Quán & Hồi ức của nhà văn Hà Khánh Linh) kể về những câu chuyện xung quanh thi phẩm này).
- Phùng Quán, Thơ (Nhà xuất bản Văn học, Hà Nội, 2003)
- Ba phút sự thật, (Ký, Nhà xuất bản Văn nghệ Thành phố Hồ Chí Minh, 2006, tái bản bổ sung 2009)
- Tôi đã trở thành nhà văn như thế nào? (Hồi ký, Nhà xuất bản Văn Nghệ Thành phố Hồ Chí Minh, 2007).
- Phùng Quán còn đây, (Di cảo của Phùng Quán và Hồi ức của bạn bè, Nhà xuất bản Văn Nghệ Thành phố Hồ Chí Minh, 2007).

### Sáng tác cho thiếu nhi
- Thạch Sanh cháu Bác Hồ (Truyện thiếu nhi, Nhà xuất bản Thanh niên, 1955; Nhà xuất bản Thượng Hải (Trung Quốc) dịch và in năm 1956);
- Cuộc đời đôi dép cao su (Truyện thiếu nhi, Nhà xuất bản Thanh niên, 1956);
- Cái khánh đá (Truyện thiếu nhi, bút danh Hoài An, Nhà xuất bản Kim Đồng năm 1973);
- Thắng Vược (Truyện thiếu nhi, bút danh Trần Vân, Nhà xuất bản Kim Đồng năm 1964, 1973);
- Như con cò vàng trong cổ tích. Tập truyện thiếu nhi, (bút danh Vũ Quang Khải); Giải nhất cuộc thi sáng tác văn học nghệ thuật kỷ niệm 100 năm ngày sinh Lê-nin do hãng Thông tấn Nôvôxti (Liên Xô) tổ chức năm 1970; Sở Văn hóa Thông tin Bình Trị Thiên xuất bản, 1987);
- Dũng sĩ chép còm (bút danh Trần Vỹ Dạ) Truyện thiếu nhi; Nhà xuất bản Trẻ, Thành phố Hồ Chí Minh, 1987, tái bản tại Nhà xuất bản Kim Đồng).
- Tuổi thơ dữ dội (Tiểu thuyết, Nhà xuất bản Thuận Hóa, Huế, 1987);
- Dũng sĩ chống càn;
- Người du kích hói đầu (Truyện thiếu nhi, 1990);
- Tiếng đàn trong rừng thẳm (Truyện thiếu nhi 1991).
- Đôi bạn tật nguyền kỳ lạ. (Truyện thiếu nhi, Nhà xuất bản Thuận Hóa, 1991).
- Thần hổ Chăm Pa (Nhà xuất bản Kim Đồng năm 1991);
- Bản hùng ca về 17 Vệ quốc Đoàn. (Tủ sách Tuổi hồng, Nhà xuất bản Trẻ, 1993).

### Truyện tranh dành cho thiếu nhi
- Tiếng chuông thiên mụ (Truyện Phùng Quán, tranh Đỗ Xuân Doãn, Nhà xuất bản Văn hóa dân tộc);
- Nghìn cánh cò giấy (Lời Phùng Quán, tranh Lê Anh Vân, Nhà xuất bản Văn hóa dân tộc);
- Người phụ nữ Tày dũng cảm (bút danh Nguyễn Ngọc Quang, tranh Đỗ Ngọc Minh, Nhà xuất bản Văn hóa);
- Những dũng sỹ trong truyền thuyết (Bút danh Vũ Duy, tranh Hồng chinh Hiền, Nhà xuất bản Văn hóa, 1980);
- Đam Bri, chuyện cổ dân tộc M nông (bút danh Nguyễn Hiệp, tranh Lê Nga, Nhà xuất bản Văn hóa dân tộc, 1981);
- Ngôi mộ giữa biên giới ( bút danh Thanh Tịnh, tranh Anh Thắng, Nhà xuất bản Văn hóa, 1981);
- Tên thám báo và hai em bé (bút danh Đỗ Phúc, tranh Hoàng Công Luận, Nhà xuất bản Văn hóa, 1981);
- Tượng A-Voóc hồ bằng gỗ trầm hương (bút danh Thanh Tịnh, Tranh Việt Hải, Xuân Đoàn, Nhà xuất bản Văn hóa 1982);
- Chiến công thuổi thơ (bút danh Hoàng Trung Thông, Vi Thị Hương, tranh Huy Toàn, Nhà xuất bản Văn hóa, 1983);
- Chiếc cối giã trầu bằng thép (bút danh Thanh Tịnh, tranh Huy Toàn, Nhà xuất bản Văn hóa, 1984);
- Chiếc thuyền buồm bay (bút danh Vi Thị Hương, tranh Anh Thưởng, Nhà xuất bản Văn hóa dân tộc, 1984);
- đàn trong đêm khuya (bút danh Hoàng Vân, tranh: Anh Thưởng, Nhà xuất bản Văn hóa, 1984);
- Ngày gặp gỡ (bút danh Văn Lợi, tranh Xuân Doãn, Nhà xuất bản Văn hóa 1985);
- Một mình vào hang cọp (bút danh Vũ Duy, tranh Xuân Doãn, Nhà xuất bản Văn hóa, 1986);
- Từ cõi chết trở về (Bút danh Hồng Việt, tranh Lưu Yên, Nhà xuất bản Văn hóa 1986);
- Thần Hổ Chăm Pa (bút danh Thanh Tịnh, tranh Trương Hiệu, Nhà xuất bản Văn hóa, 1986);
- Dòng sông mất tích (bút danh Văn Lợi, tranh Huy Toàn, Nhà xuất bản Văn hóa, 1986);
- Bức chân dung Lê Nin (bút danh Phương Vân, tranh Anh Thương, Nhà xuất bản Văn hóa dân tộc, 1987);
- Tiếng đàn đá (Bút danh Thanh Tịnh, tranh Đỗ Xuân Doãn, Nhà xuất bản Văn hóa dân tộc, 1988).

Nguồn:

## Vinh danh
- Giải thưởng Nhà nước về Văn học Nghệ thuật năm 2007

### Giải thưởng văn học
- Giải ba Giải thưởng Hội Văn nghệ Việt Nam (1954–1955) cho tiểu thuyết Vượt Côn Đảo
- Giải nhất kỳ thi văn nghệ hưởng ứng đại hội liên hoan Vác-xô-vi ơ Việt Nam năm 1955
- Giải A Giải thưởng Hội Nhà văn Việt Nam cho tiểu thuyết Tuổi thơ dữ dội

## Gia đình
Cha ông là Phùng Văn Nguyện (còn có tên là Phùng Quý Đông) là con trai cả của Phùng Kiểm (nhà nho, mất 1957) và Lê Thị Me. Ông còn có hai người chú ruột là Phùng Lưu (tức Nguyễn Vạn, Tư Bốn, sinh 1916, nguyên Bí thư Tỉnh ủy Thừa Thiên Huế) và Phùng Thị. Ông là cháu gọi Tố Hữu bằng cậu (Tố Hữu và mẹ của Phùng Quán là hai anh em cô cậu ruột, theo cách gọi của người miền Bắc là bác). Vợ ông là nhà giáo Vũ Thị Bội Trâm, giảng dạy tại Trường PTTH Chu Văn An (Hà Nội).